# Siebte Norwegische Antarktisexpedition

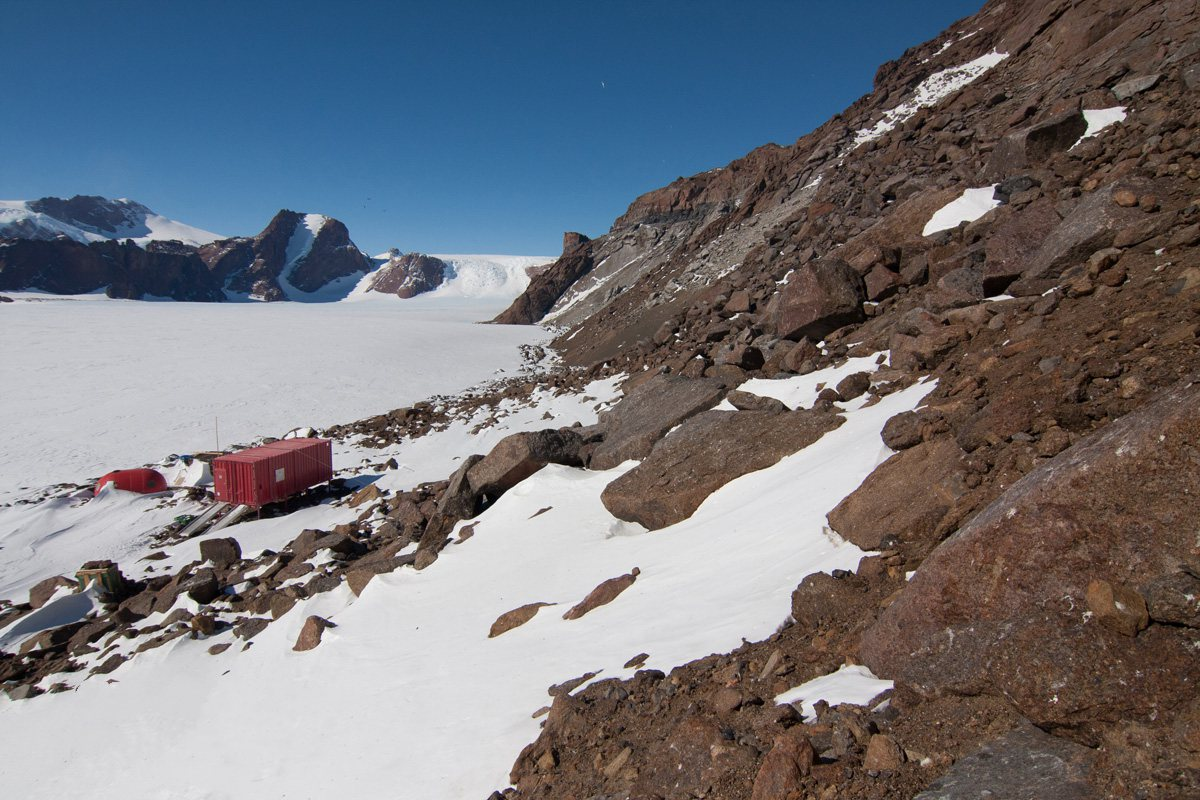
Die bei der Expedition errichtete Forschungsstation „Tor“ am Svarthamaren

Die Norwegische Antarktisexpedition 1984–1985 (NorAE 1984–1985) war eine vom Norwegischen Polarinstitut finanzierte Forschungsreise in die Antarktis. Die vom Klimatologen und Glaziologen Olav Orheim (* 1942) geleitete Unternehmung mit dem Forschungsschiff Andenes diente in erster Linie der Errichtung der Tor-Station am Fuß des Bergs Svarthamaren im Mühlig-Hofmann-Gebirge des Königin-Maud-Lands.